# Dokumentfalsk
Dokumentfalsk er en kriminel handling, hvor en person anvender et forfalsket og dermed uægte dokument. Dokumentfalsk er ulovligt ifølge Straffelovens §171 og straffes med bøde eller fængsel indtil 6 år. De fleste dokumentforbrydelser er beskrevet i Straffeloven kap. 19 og har det tilfælles, at der tilstræbes at forårsage en vildfarelse vedrørende rigtigheden eller ægtheden af dokumentet. Dermed er der ikke et krav om, at den tiltalte har haft en intention om at berige sig selv. 
Således står det i straffeloven:

§ 171. Den, der gør brug af et falsk dokument til at skuffe i retsforhold, straffes for dokumentfalsk.

Stk. 2. Ved et dokument forstås en skriftlig eller elektronisk med betegnelse af udstederen forsynet tilkendegivelse, der fremtræder som bestemt til at tjene som bevis.

Stk. 3. Et dokument er falsk, når det ikke hidrører fra den angivne udsteder, eller der er givet det et indhold, som ikke hidrører fra denne.

§ 172. Straffen for dokumentfalsk er bøde eller fængsel indtil 2 år.

Stk. 2. Er dokumentfalsk af særlig grov karakter, eller er et større antal forhold begået, kan straffen stige til fængsel i 6 år.

Dokumentfalsk indebærer typisk forfalskning af underskrift, ændring af dokumentets indhold, f.eks. tal, eller misbrug af en fuldmagt. Der kan også være tale om brug af forkert(e) navn(e) og falsk adresse. Ofte begås dokumentfalsk med hensigt om at opnå en økonomisk gevinst, f.eks. for at give indtryk af at en transaktion har fundet sted eller at en garanti eller tilladelse foreligger.